# Fujimacia
Fujimacia is een geslacht van vlinders in de familie van de snuitmotten (Pyralidae). De wetenschappelijke naam van het geslacht werd voor het eerst geldig gepubliceerd in 1939 door Marumo.

## Soorten
- Fujimacia bicoloralis (Leech, 1889)[2]
- Fujimacia cornutiprocera Qi & Li, 2019[3]
- Fujimacia dayaoensis Qi & Li, 2019[3]
- Fujimacia gracilenta Qi & Li, 2019[3]
- Fujimacia longispinosa Qi & Li, 2019[3]